# Expedicion
Expedicion är ett musikalbum från 1996 av den tyska musikgruppen Dune. Albumet släpptes på skivbolaget Orbit Records.

## Låtlista
1. Rising
2. Million Miles From Home
3. Expedicion
4. Lost In Space
5. So Beautiful
6. Around the World
7. In the Air Part 1
8. Rainbow to the Stars
9. In My Dreams
10. Hand In Hand
11. In the Air Part 2